# Hédi Annabi

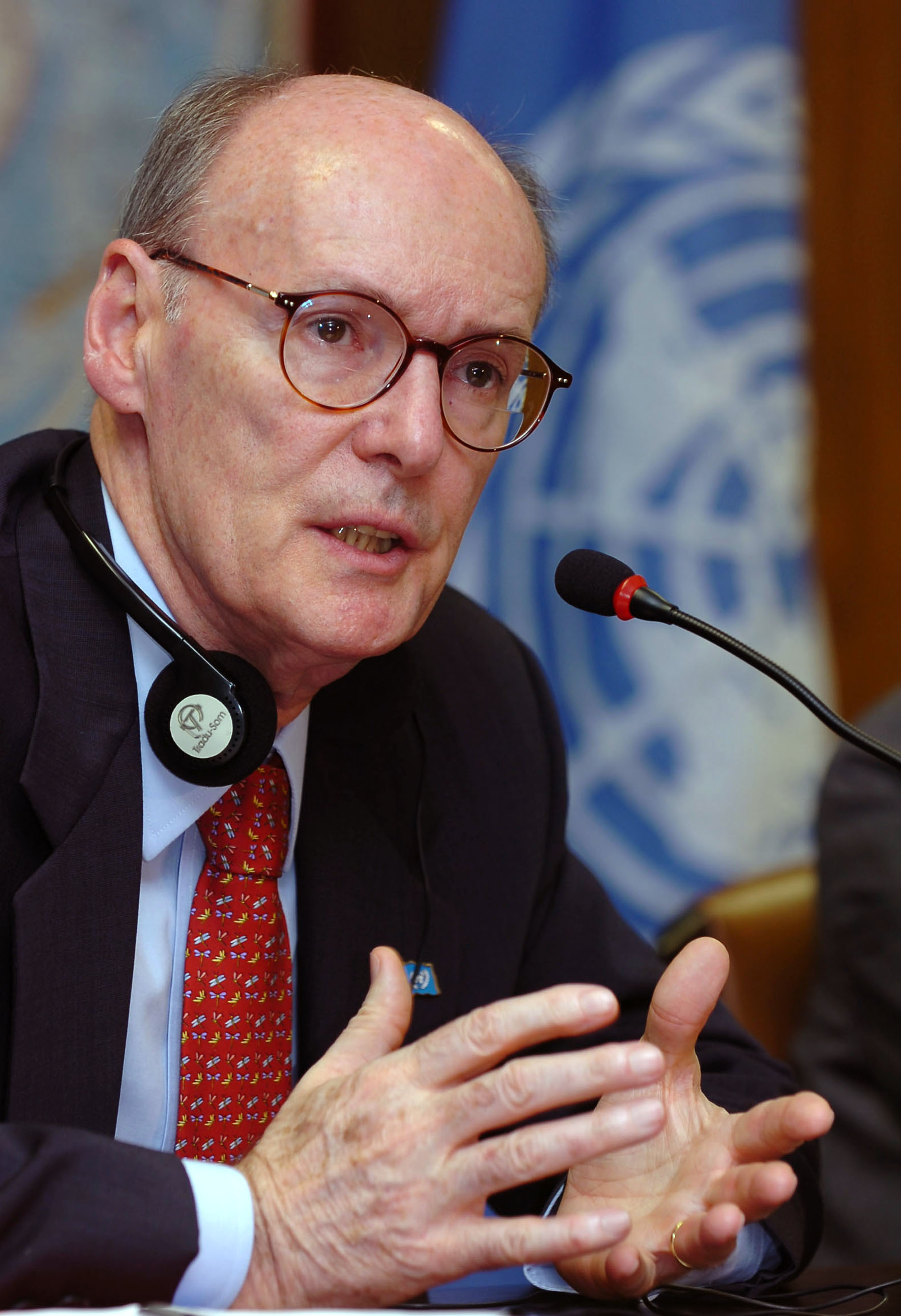
Hédi Annabi, 2008

Hédi Annabi (* 4. September 1944; † 12. Januar 2010 in Port-au-Prince, Haiti) war ein tunesischer UN-Diplomat. Annabi war von 1997 bis 2007 Beigeordneter Generalsekretär der Hauptabteilung Friedenssicherungseinsätze des UN-Sekretariats. Von 2007 bis zu seinem Tod amtierte Annabi als Sonderbeauftragter des UN-Generalsekretärs und Leiter der UN-Mission in Haiti.

## Biografie
Hédi Annabi wurde am 4. September 1944 geboren und studierte Politikwissenschaften an dem Institut d’études politiques de Paris, englische Sprache und Literatur an der Universität von Tunis sowie Internationale Beziehungen am Genfer Hochschulinstitut für internationale Studien. Nach Abschluss seines Studiums begann Annabi eine Laufbahn im diplomatischen Dienst Tunesiens. 1979 wurde er zum Leiter der tunesischen Presseagentur TAP ernannt.
1981 wechselte Annabi in den Dienst der Vereinten Nationen. Er war zunächst im Büro des Sonderbeauftragten des Generalsekretärs für humanitäre Angelegenheiten in Südostasien tätig, wurde aber bereits nach kurzer Zeit selbst zum Sonderbeauftragten ernannt. Annabi unterstützte die Bemühungen der Vereinten Nationen zur Beendigung des Bürgerkrieges in Kambodscha und war an der Verhandlung des Pariser Friedensvertrages von 1991 sowie an der Aufstellung der UN-Friedensmission in Kambodscha beteiligt.
1992 wechselte Annabi in die neu gegründete Hauptabteilung Friedenssicherungseinsätze des UN-Sekretariats, wo er Abteilungsleiter für Afrika wurde. 1997 wurde er zum Leiter der Hauptabteilung ernannt.
Im September 2007 wurde Hédi Annabi als Nachfolger Edmond Mulets zum neuen Leiter der UN-Mission in Haiti (MINUSTAH) ernannt. Er bezog seinen Amtssitz in der Hauptstadt Port-au-Prince im Christopher Hotel. Annabi kam am 12. Januar 2010 im Alter von 65 Jahren bei dem schweren Erdbeben in Haiti ums Leben, bei dem das von der UN genutzte Christopher Hotel zerstört wurde.